# Tricorinto
Tricorinto (in greco antico: Τρικόρυνθος o Τρικόρινθος?, Trikórynthos o Trikórinthos) o Tricorito (in greco antico: Τρικόρυθος?, Trikórythos) era un demo dell'Attica situato tra il monte Pentelico e il monte Parnete, per la precisione tra Maratona e Ramnunte.

## Storia
Secondo la mitologia greca Euristeo sarebbe stato ucciso in una spedizione contro Maratona (secondo alcuni dal figlio di Eracle Illo, secondo altri dal nipote di Eracle Iolao) e poi decapitato; secondo Strabone il suo corpo era sepolto a Gargetto, mentre la sua testa si trovava a Tricorinto vicino alla sorgente Macaria. Il luogo della sepoltura avrebbe preso quindi il nome di Testa di Euristeo.
Il demo di Tricorinto faceva parte della tetrapoli, uno dei dodici distretti in cui, secondo Strabone, il mitico re di Atene Cecrope aveva diviso l'Attica. Dei quattro demi che formavano la tetrapoli era Maratona quello di gran lunga più importante.